# Candelaria (Quezon)
Candelaria (Bayan ng Candelaria) är en kommun i Filippinerna. Kommunen ligger på ön Luzon, och tillhör provinsen Quezon. Folkmängden uppgår till 92 429 invånare.

## Barangayer
Candelaria är indelat i 25 barangayer.
| - Bukal Norte - Bukal Sur - Buenavista East - Buenavista West - Kinatihan I - Kinatihan II - Malabanban Norte - Malabanban Sur - Mangilag Norte - Mangilag Sur - Masalukot I - Masalukot II - Masalukot III - Masalukot IV - Masalukot V - Masin Norte - Masin Sur - Mayabobo - Pahinga Norte - Pahinga Sur - Poblacion - San Andres - San Isidro - Santa Catalina Norte - Santa Catalina Sur |